# لا ترانكليير (أين)
لا ترانكليير (بالفرنسية: La Tranclière)‏ هي بلدية فرنسية تقع في إقليم الأين في فرنسا. رمز إنسي لها هو:1425. أما الرمز البريدي لها فهو: 1160.

## أعلام
- أوجيني برازير